# Gábor Pintér
Dans le nom hongrois Pintér Gábor, le nom de famille précède le prénom, mais cet article utilise l’ordre habituel en français Gábor Pintér, où le prénom précède le nom.
Gábor Pintér est un prélat catholique hongrois, nonce apostolique en Nouvelle-Zélande (en) et aux Fidji (en) depuis 2024, ainsi qu'en Micronésie (en), aux Palaos (en), au Vanuatu (en), aux Îles Cook (en), aux Kiribati (en), aux Îles Marshall (en), aux Samoa (en) et à Nauru (en) depuis avril 2025. Il est aussi délégué apostolique pour le Pacifique depuis juin 2025.

## Enfance  et études
Il est né à Kunszentmárton, dans le comitat de Jász-Nagykun-Szolnok, en Hongrie, le 9 mars 1964. Il a été élève chez les piaristes à Kecskemét puis a étudié au séminaire.
Il a obtenu une licence de théologie.

## Prêtre
Le 11 juin 1988, il fut ordonné prêtre pour le diocèse de Vác. Il est successivement affecté dans plusieurs paroisses de son diocèse d’incardination.
Ancien élève (promotion 1994) de l’Académie pontificale ecclésiastique, il entra au service diplomatique du Saint-Siège le 1er juillet 1996 où il fut successivement affecté aux représentations diplomatiques du Saint-Siège en Haïti, en Bolivie, en Suède, en France, aux Philippines puis, à partir de 2013, en Autriche,. 

### Distinctions
Il a été honoré du titre de chapelain de Sa Sainteté par Jean-Paul II le 2 septembre 1997, puis de prélat d’honneur le 30 mars 2007 par Benoît XVI.

## Nonce apostolique
Le 13 mai 2016, le pape François l’a nommé nonce apostolique en Biélorussie (en), en lui assignant le titre d’archevêque titulaire de Velebusdus (de). Il est consacré le 15 juillet suivant en la cathédrale de Vác par le cardinal secrétaire d’État, Pietro Parolin, assisté du cardinal-archevêque d’Esztergom-Budapest, Péter Erdő, et de Miklós Beer (hu), évêque de Vác, où il est incardiné,. Le 12 novembre 2019 il est transféré à la nonciature apostolique au Honduras (en). 
Le 27 juillet 2024, il est à nouveau transféré, cette fois en Nouvelle-Zélande (en). Depuis le 29 août 2024, il est également nonce aux Fidji (en). Le 14 janvier 2025, le pape François le nomme aussi nonce apostolique en Micronésie (en), aux Palaos (en) et au Vanuatu (en). Le 12 avril 2025, le pape François le nommé également nonce aux Îles Cook (en), aux Kiribati (en), aux Îles Marshall (en), aux Samoa (en) et à Nauru (en). Le 18 juin 2025, le pape Léon XIV le nomme aussi délégué apostolique pour l'océan Pacifique.